# Žebětínský rybník
Žebětínský rybník je přírodní památka o rozloze 4,42 ha v katastrálním území městské části Brno-Žebětín v okrese Brno-město (Jihomoravský kraj).

## Předmět ochrany
Důvodem ochrany je menší rybník a mokřadní louky – refugium obojživelníků, jako například skokana hnědého a ropuchy obecné, kteří se tu rozmnožují. Žáby se během rozmnožování často ocitaly na pozemní komunikaci vedoucí po hrázi rybníka, a tak došlo v roce 1999 k vybudování dvou betonových podchodů, které umožňují jejich bezpečnou migraci. Jednalo se o jeden z ukázkových projektů na ochranu obojživelníků a jeho cena byla 1 milión korun.
V roce 2011 převzala správu rybníka od magistrátu města Brna Agentura ochrany přírody a krajiny. Ta plánuje rybník odbahnit a vyčistit. Ani v do července 2013 však žádné práce nebyly zahájeny.

## Geologie
Podloží tvoří biotitický až amfibol-biotitický granodiorit typu Veverská Bitýška, který náleží Brněnskému masivu, překrytý spraší. Půdní pokryv okolí tvoří glej zbahnělý, fluvizem glejová a hnědozem typická.

## Flora
Ve stromovém patru dominuje olše lepkavá (Alnus glutinosa) a vrby, vrba bílá (Salix alba), křehká (Salix fragilis), popelavá (Salix cinerea) a košíkářská (Salix viminalis), keřové patro zastupuje bez černý (Sambucus nigra). Na okrajích rybníka roste orobinec úzkolistý (Typha angustifolia) a širokolistý (T. latifolia), vrbovka chlupatá (Epilobium hirsutum), potočník vzpřímený (Berula erecta), ocún jesenní (Colchicum autumnale) a okrotice bílá (Cephalanthera damasonium).

## Fauna
Z dříve bohatých populací obojživelníků (9 druhů) zůstaly populace ropuchy obecné (Bufo bufo), skokana štíhlého (Rana dalmatina), skokana hnědého (Rana temporaria) a zavlečeného skokana skřehotavého (Rana ridibunda). Ojediněle jsou zastoupeny rosnička zelená (Hyla arborea) a čolek obecný (Triturus vulgaris). Četná je populace užovky obojkové (Natrix natrix), z mokřadních ptáků dříve hojně hnízdících jsou zastoupeni potápka malá (Tachybaptus ruficollis), labuť velká (Cygnus olor), polák velký (Aythya ferina), polák chocholačka (Aythya fuligula), lyska černá (Fulica atra), slípka zelenonohá (Gallinula chloropus), moudivláček lužní (Remiz pendulinus) a rákosník obecný (Acrocephalus scirpaceus).

## Negativní vlivy
Na reprodukci obojživelníků i rybniční vegetaci má negativní vliv rozmnožení nepůvodních, invazních rybích druhů, pocházejících z jihovýchodní Asie - střevličky východní a karase stříbřitého, které se nekontrolovaně množí a likvidují domácí druhy živočichů a rostlin. Stav památky negativně ovlivňuje též činnost rekreantů i místních chatařů a myslivecké aktivity v oblasti rybníka.